# 小林伸彦
小林 伸彦（こばやし のぶひこ ）は、日本の物理学者。筑波大学教授。学位は、博士（理学）（東京大学)。専門は計算物性物理学、固体物理学、物性理論 。

## 経歴
1993年、東京大学理学部物理学科卒業
1998年、東京大学大学院理学系研究科修了
1998年、理化学研究所表面界面工学研究室基礎科学特別研究員
2001年、産業技術総合研究所ナノテクノロジー研究部門研究員
2006年、筑波大学大学院数理物質科学研究科助教授
2007年、同大学数理物質系准教授
2020年、同大学数理物質系教授

## 委員歴
- 2004-2005年、日本物理学会領域9世話人（運営委員）
- 2006-2007年、文部科学省科学技術・学術審議会専門委員
- 2007-2009年、文部科学省科学技術・学術審議会専門委員
- 2007-2022年、東京大学物性研究所附属物質設計評価施設Supercomputer Project Advisory Committee
- 2009-2010年、物質・材料研究機構リサーチアドバイザー
- 2009-2017年、日本表面科学会表面科学 編集委員

- 2013-2015年、科学技術振興機構さきがけ外部評価委員
- 2014-2017年、物質・材料研究機構NIMSオープンイノベーションセンターテクノロジコミッティ
- 2015-2017年、日本学術振興会特別研究員等審査会専門委員
- 2015-2017年、日本学術振興会国際事業委員会書面審査員・書面評価員
- 2017-2019年、日本学術振興会科学研究費委員会専門委員

## 著書
単著
- ”Quantum transport calculations for nanosystems”. Pan Stanford Publishing, 2014年

分担執筆
- (Hajime Takayama, Masaru Tsukada, Hiroyuki Shiba; eds.) ”Computational Physics as a New Frontier in Condensed Matter Research”. The Physical Society of Japan, 1995年
- (R. Wiesendanger, H.-J.Guntherodt; eds.) ”Scanning Tunneling Microsocpy III 2nd Ed.”. Springer, 1996年
- (M. Ohtsu; ed.) ”Optical and Electronic Process of Nano-matters”. Kluwer Academic Publishers, 2001年
- (T.Grasser, S.Selberherr; eds.) ”Simulation of Semiconductor Processes and Devices 2007”. Springer, 2007年
- (小間篤,青野正和,石橋幸治,塚田捷,常行真司,長谷川修司,八木克道,吉信淳； 編）『表面物性工学ハンドブック 第2版』。丸善, 2007年

共著
- (広瀬賢二)『熱伝導・熱電性能』ナノワイヤ最新技術の基礎と応用展開。シーエムシー出版, 2013年
- (石井宏幸; 広瀬賢二)『電気伝導理論』機能構造科学入門。丸善出版, 2016年